# Thalatha rufilota
Thalatha rufilota là một loài bướm đêm trong họ Noctuidae.